# Терехино (Тверская область)
Терехино — деревня в Кашинском городском округе Тверской области.

## География
Находится в юго-восточной части Тверской области на расстоянии приблизительно 14 км на восток по прямой от города Кашин на правом берегу речки Нерехта.

## История
Деревня была показана ещё на карте 1825 года. В 1859 году здесь (деревня Кашинского уезда) было учтено 14 дворов, в 1978 — 7. До 2018 года входила в состав ныне упразднённого Карабузинского сельского поселения.

## Население
Численность населения: 91 человек (1859 год), 38 (русские 92 %) 2002 году, 32 в 2010.